# Коту луј Иван (Јаши)
Коту луј Иван (рум. Cotu lui Ivan) насеље је у Румунији у округу Јаши у општини Голајешти. Oпштина се налази на надморској висини од 38 m.

## Становништво
Према подацима из 2002. године у насељу је живело 416 становника, од којих су сви румунске националности.